# Abdi İpekçi
Abdi İpekçi (Istanbul, 9 agosto 1929 – Istanbul, 1º febbraio 1979) è stato un giornalista e attivista turco.
Fu assassinato mentre era caporedattore di uno dei principali quotidiani turchi, Milliyet, che all'epoca aveva una posizione politica di centro-sinistra.

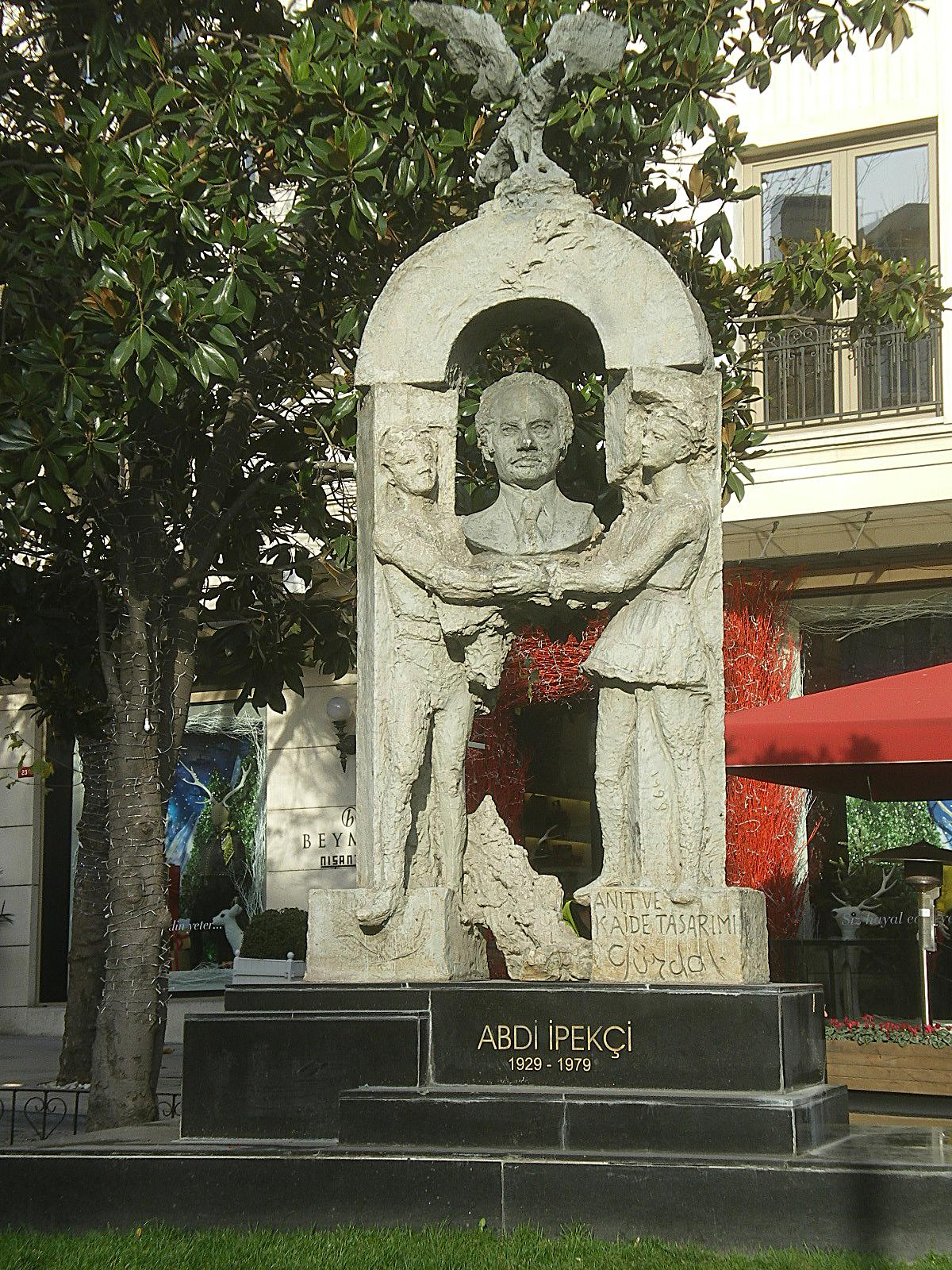
Monumento commemorativo a Istanbul

## Biografia
İpekçi nacque a Istanbul, in Turchia. Dopo aver terminato le superiori nel 1948, ha frequentato per un periodo la facoltà di legge all'Università di Istanbul. Iniziò la sua carriera professionale come giornalista sportivo per il quotidiano Yeni Sabah e successivamente si è trasferito allo Yeni İstanbul. Nel 1954, è entrato a far parte del quotidiano Milliyet come direttore editoriale, ed è stato promosso a caporedattore nel 1959.
Giornalista rispettato, è stato un fautore della separazione tra religione e Stato, e un sostenitore del dialogo e della conciliazione con la Grecia, nonché dei diritti umani per varie minoranze in Turchia. İpekçi ha favorito cause e gruppi di sinistra al di fuori del principale partito, il Partito Popolare Repubblicano, laico, di centro-sinistra e kemalista. Conosciuto a livello internazionale come moderato, ha continuamente criticato l'estremismo politico che ha alimentato la violenta polarizzazione all'epoca del Colpo di Stato in Turchia del 1971.

### Omicidio
Il 1º febbraio 1979, due membri degli ultranazionalisti Lupi Grigi (Bozkurtlar), Oral Çelik e Mehmet Ali Ağca (che in seguito sparò a Papa Giovanni Paolo II), assassinarono Abdi İpekçi nella sua auto mentre tornava a casa dal suo ufficio davanti al suo appartamento a Istanbul. Ağca fu catturato grazie a un informatore ed è stato condannato all'ergastolo. Dopo aver scontato sei mesi in una prigione militare di Istanbul, Ağca è scappato con l'aiuto di ufficiali militari e dei Lupi Grigi, fuggendo prima in Iran e poi in Bulgaria, base operativa della mafia turca.
Secondo la giornalista Lucy Komisar, Mehmet Ali Ağca collaborò per l'omicidio İpekçi con Abdullah Çatlı, che "avrebbe poi contribuito a organizzare la fuga di Ağca dalla prigione, e alcuni hanno suggerito che Çatlı fosse persino coinvolto nel tentativo di assassinio del Papa" del 1981, evento per cui Ağca divenne poi noto a livello mondiale. Secondo la Reuters, Ağca era "fuggito con sospetto aiuto da simpatizzanti nei servizi di sicurezza".
Lo scrittore Çetin Altan ha detto che un collega giornalista che era un ex ufficiale dell'intelligence del capo di stato maggiore, Sezai Orkunt, lo aveva informato che il gruppo Kontrgerilla (formazione parte dell'Operazione Gladio) aveva ucciso İpekçi per volere del capo della sezione della CIA in Turchia. İpekçi aveva appreso che Kontrgerilla stava introducendo civili in un'organizzazione anti-comunista clandestina all'insaputa del capo di stato maggiore turco. Sapeva che Kontrgerilla era subordinata alla CIA, il cui capo stazione all'epoca era Paul Henze. İpekçi ha quindi chiesto a Henze di fermare le attività illegali della CIA. Anche altre fonti citano Henze come mandante.
Abdi İpekçi è stato sepolto nel cimitero di Zincirlikuyu. Lasciò la moglie Sibel, la figlia Nükhet e il figlio Sedat.

## Ricordo
La strada in cui ha vissuto ed è stato assassinato è stata ribattezzata Abdi İpekçi Caddesi. Il 1º febbraio 2000, vicino al luogo in cui è stato assassinato, è stata inaugurata una statua eretta dal comune di Şişli e progettata dall'architetto Erhan İşözen. La scultura in bronzo alta 3,5 m creata da Gürdal Duyar si trova su una base di granito alta 0,70 m. Il memoriale raffigura il busto di İpekçi tenuto da uno studente e una studentessa con una colomba in cima a simboleggiare la pace.
Anche l'arena sportiva indoor polivalente di Istanbul, l'Abdi İpekçi Arena, prende il suo nome.
Il Premio İpekçi per la pace e l'amicizia è stato istituito nel 1981 per onorare le persone che hanno migliorato le relazioni tra Grecia e Turchia. Il premio viene assegnato ogni due anni a rotazione ad Atene ed Istanbul. Tra i premiati, vi è il fotografo Nikos Economopoulos.
Nel 2000, İpekçi è stato nominato come uno dei 50 eroi della libertà di stampa mondiale dell'International Press Institute degli ultimi 50 anni.